# Привітне (Вознесенська сільська громада)

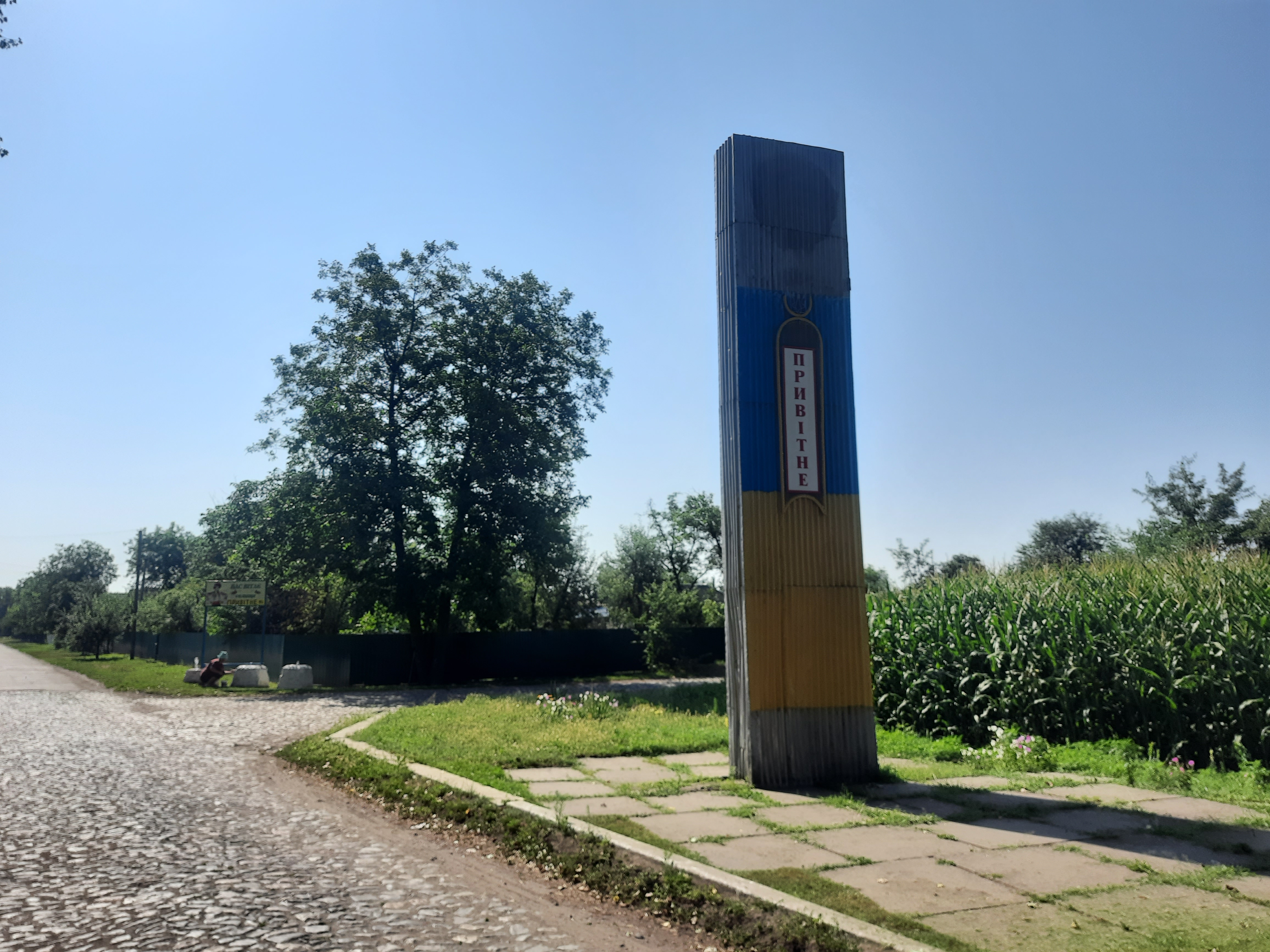
В'їзд у село

Приві́тне — село в Україні, у Золотоніському районі Черкаської області, у Вознесенській сільській громаді. Населення — 594 особи.

## Розташування
Село розташоване на північному сході району за 24 км від районного центру — міста Золотоноша. У його східній частині проходить залізнична ділянка Гребінка - Черкаси - ім. Т. Шевченка. Облаштована залізнична платформа Привітне, де курсують приміські поїзди сполученням Гребінка-Шевченко (через Черкаси).

## Історія
На території нинішнього села в 1923 році був заснований відділок «Канівщанський» радгоспу ім. Андрєєва. У 1928 році почали будувати бараки з саману. У той час були побудовані дитячий садок та контора. 
В період радянсько-німецької війни боїв не було, проводились розвідки і знаходились військовополонені.
Після війни вирощували зернові, садили висадки, виконували всі сільськогосподарські роботи. В цей час на роботах було багато молоді. Розвивалась художня самодіяльність, постійно здійснювалися перегляди кінофільмів. У 1949 році утворилася профспілкова організація, я кою керував Бойко Іван Федорович. Працював цілодобово дитсадок, де дітей приймали з двох місяців, матері ходили на роботу. Вихователькою була Гордієнко Олександра Григорівна. В дитсадку топили соломою, тримали корову. У 1950 році навесні почали забудовувати село. Першим за будівельником був Бойко Іван Федорович.
В 50-х роках почало розбудовуватися господарство. Збудовано гуртожиток, їдальню, працював клуб. У 1956 році самі виробляли електричний струм, було електрифіковано всю територію радгоспу. У 1956-1957 роках відділок «Канівщанський» відокремлений від радгоспу ім. Андрєєва і приєднаний до Маркизівського фруктового комбінату. У 1961 році відділення «Канівщанське» стало самостійним господарством, підпорядкованим Черкаському консервному комбінату. Першим директором радгоспу став Борис Іванович Ратушний. За час його керівництва побудовано: майстерню, гараж, торговельний центр, контору, чотири будинки, тік.
В 1961-1965 роках на площі 360 га був посаджений сад. Висаджені різні сорти яблунь: «Білий налив», «Антонівка», «Слава переможцям», «Симиренка», «Джонатан», «Боровинка», «Пермен» та інші. Також посаджені сливи, абрикоси, черешні різних сортів, вишні, смородину, кизил. Для роботи в саду були послані на навчання молоді люди з Городищенського технікуму Черкаської області. Радгосп постачався різною технікою — тракторами, автомобілями, сідьськогосподарським інвентарем. 
В 1966-1967 роках директором був Байда Олександр Іванович, а з серпня 1967  року – Грязон Іван Іванович, який працював по серпень 1985 року. В цей період радгосп «Канівщанський» мав високі економічні показники. З 1971 року він став насінницьким і належав до «Укрнасіннєовоч» в Києві. Вирощували насінники кропу, редиски, петрушки, червоного буряка, цибулі та інше. Люди отримували високу заробітну плату. Дітей в школу возили в селище Пальмирського цукрового заводу трьома автобусами, так як школи своєї не було. Побудували дорогу з твердим покриттям. Своїм насінництвом та садівництвом радгосп «Канівщанський» славився на весь Радянський Союз.
Як село з назвою Привітне населений пункт затвердили в 1977 році. До створення сільської ради Привітне відносилось до Вознесенської сільської ради. Сільське  самоврядування здобуло село в 1989 році. Першим головою сільради став Плис Григорій Федорович. 
Привітне було засноване, як курортне село, поблизу будувався аеродром. З 2000 року взяло у своє підпордкування хутір Роздол (нині мертвий).
Промислові підприємства поблизу села: Пальмірський цукровий завод, збудовано 4-й «НІБУЛОН» (Фактично на території Привітного) в Україні. Промисловість перестала розвиватися після розвалу Радянського Союзу. 
У 1987 році вперше в селі відкрито початкову школу. В 1999 році в селі було відкрито навчально-виховний комплекс «Привітненська ЗОШ І-ІІ ступенів — дошкільна установа», у якому налічувалося 120 дітей. У 2002 році було проведено розпаювання. Люди розділилися. Частина віддала свої земельні паї СТОВ «Пальмиравігодівля», а частина залишилась в ТОВ «Данко-Агро»

## Сучасність
У селі діють магазини: «Людмила», «БАР», «Продукти», ще один будується.
Працює автобус Золотоноша-Привітне, перевізник ПП Мазепа Л. І. (розпорядок роботи — 6:30, 14:00 — із села; 12:30, 17:10 — в село). Також розвинені залізничні шляхи. Проходить залізниця Москва-Одеса. Працює орган місцевого самоврядування Привітненська сільська рада та Фельдшерський пункт

### Зовнішні посилання
- Офіційний сайт села Привітне
- Інформація про село на сайті who-is-who.com.ua[недоступне посилання з квітня 2019]